# Steinekirch (Zusmarshausen)
Steinekirch ist ein Pfarrdorf und Ortsteil des Marktes Zusmarshausen im schwäbischen Landkreis Augsburg in Bayern (Deutschland). Zur Gemarkung gehört auch der Weiler Wolfsberg.

## Geschichte
Steinekirch (= Ort mit einer Steinkirche) erschien erstmals 1239, als ein Ulrich de Stainkirche in einer Urkunde des Augsburg Klosters St. Katharina als Zeuge aufgeführt wurde. Seit dem 15. Jahrhundert gehörte Steinekirch zur Herrschaft Wolfsberg. 1508 verkauften die Herzöge von Bayern die Herrschaft für 6000 Gulden an Philipp von Stain zu Jettingen. Am 22. Juli 1589 fiel Steinekirch an das Domkapitel Augsburg, das die Niedergerichtsbarkeit ausübte. Das Hochgericht stand der vorderösterreichischen Markgrafschaft Burgau zu. 1630 erfolgte die Vereinigung des Vogtamtes Steinekirch mit dem Pflegeamt Dinkelscherben. Nach der Säkularisation kam der Ort zu Bayern. Von 1862 bis 1929 gehörte die selbstständige Gemeinde Steinekirch mit seinem Ortsteil zum Bezirksamt Zusmarshausen und ab 1929 zum Bezirksamt Augsburg, das ab 1939 als Landkreis Augsburg bezeichnet wurde. Sie wurde im Zuge der Gebietsreform in Bayern am 1. Oktober 1976 in den Markt Zusmarshausen eingemeindet.

## Religion
Die katholische Pfarrkirche Sankt Vitus, Modestus und Kreszentia in Steinekirch gehört zur Pfarreiengemeinschaft Zusmarshausen im Dekanat Augsburg-Land im Bistum Augsburg. Zur Pfarrei gehören noch die Ortschaften Elmischwang und Wolfsberg.

## Sehenswürdigkeiten
- Pfarrkirche St. Vitus
- Pfarrhaus Steinekirch
- Burg Wolfsberg
- Burgstall Schlösslesberg

## Persönlichkeiten
- Leonhard Baumeister (* 1904 in Steinekirch; † 1972 ebenda), Politiker (CSU), Abgeordneter im Bayerischen Landtag von 1946 bis 1954